# Infirmière Ratched
L'infirmière Ratched, également connue sous le nom de Mildred Ratched au cinéma et à la télévision et surnommée Big Nurse en version originale, est un personnage de fiction créé par Ken Kesey dans le roman Vol au-dessus d'un nid de coucou en 1962.
Le personnage a été rendu célèbre par Louise Fletcher lorsqu'elle l'interprète dans l'adaptation cinématographique réalisée par Miloš Forman en 1975. Son interprétation lui permet d'obtenir l'Oscar de la meilleure actrice lors de la cérémonie de 1976.
L'infirmière Ratched a été nommée 5e meilleur méchant et 2e meilleure méchante de l'histoire du cinéma par l'American Film Institute lors de leur classement intitulé AFI's 100 Years... 100 Heroes and Villains.

## Création
Pour la création du personnage, Ken Kesey s'est inspiré de l'infirmière en chef de l'établissement où il a travaillé. Quelques années plus tard, il a revu cette femme dans un aquarium et a réalisé qu'elle était finalement plus petite et plus humaine que dans ses souvenirs. 
Dans le roman, Ratched est décrite par le « chef » Bromden comme une femme avec un visage doux, calculateur et semblable à celui d'une poupée. Elle a également des yeux bleu clair et un petit nez. Néanmoins, il décrit certaines caractéristiques physiques de l'infirmière comme étant « moins parfaites » : Des lèvres et des ongles oranges, une poitrine surdimensionnée et un vieil uniforme blanc pour cacher sa féminité.
Dans l'adaptation cinématographique réalisée par Miloš Forman, Ratched a des lèvres et des ongles roses et des yeux gris-bleu. Au niveau du visage, elle conserve les mêmes caractéristiques mais elle porte un uniforme propre pour montrer son obsession pour la propreté et l'ordre. Sa coiffure est inspirée des années 1940 et rappelle des cornes de démon. Pour Louise Fletcher, cette vieille coiffure permet de montrer que la vie s'est arrêtée depuis très longtemps pour Ratched.
Dans le roman, Ratched est surnommée « Big Nurse » en version originale et son prénom n'est pas dévoilé. Dans le film, elle se prénomme Mildred Ratched, un prénom qui lui sera attribué dans d'autres adaptations.

## Biographie
Ratched est l'infirmière en chef du Salem State Hospital, un établissement psychiatrique dans lequel elle a tous les pouvoirs sur les patients. C'est elle qui décide de leurs accès au traitement, de leurs privilèges ainsi que leurs droits à bénéficier de certaines nécessités comme la nourriture ou la toilette. Quand un patient fait quelque chose qui lui déplaît, elle n'hésite pas à le punir en lui retirant ces privilèges. Ses supérieurs ne disent rien car elle sait maintenir l'ordre dans l'établissement. Elle utilise principalement l'humiliation comme moyen de manipuler les patients. Elle est tyrannique et blesse les gens, une violence qui lui vient de son passé d'infirmière à l'armée durant la Seconde Guerre mondiale.
Quand Randle McMurphy arrive dans l'établissement, il bafoue ces règles et incite d'autres patients à le suivre. Ratched tente de le soumettre, d'abord avec des menaces et des punitions légères, puis avec un traitement par électrochocs. Néanmoins, ces tentatives ne font que renforcer la rébellion de McMurphy.
Un soir, McMurphy organise une soirée et invite deux prostituées, Sandra et Candy. Il remarque qu'un autre patient, Billy Bibbitt, est attiré par Candy et demande à cette dernière de lui faire perdre sa virginité. Le lendemain matin, Ratched surprend Billy et Candy endormis dans le même lit. Comprenant ce qu'il vient de se produire, elle le menace de prévenir sa mère. Ce dernier la supplie de ne rien dire et blâme McMurphy et les autres patients pour la soirée. Ratched l'envoie attendre dans le couloir qui donne sur le bureau du docteur Spivey. Quand le docteur arrive, il retrouve Billy mort. Ce dernier s'est suicidé en s'égorgeant. Pour Ratched, McMurphy est responsable du suicide de Billy. Rempli de rage, McMurphy attaque Ratched et essaye de l'étrangler jusqu'à la mort avant de s'arrêter.
Par la suite, McMurphy est lobotomisé. Néanmoins, à la suite de l'attaque, Ratched est faible et peine à contrôler les patients qui n'ont désormais plus peur d'elle.

## Adaptations dans d'autres médias

### Théâtre

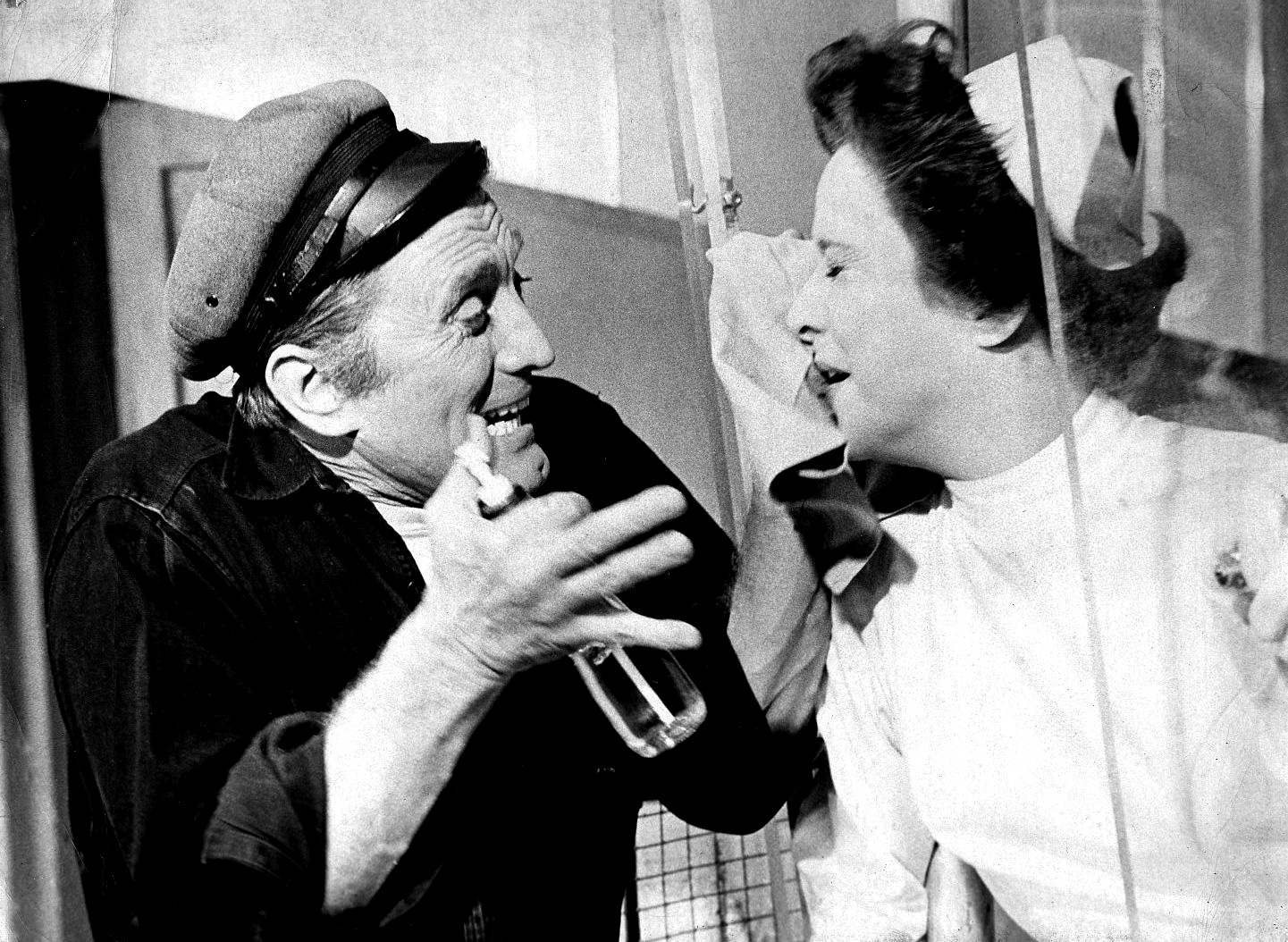
Kirk Douglas dans le rôle de McMurphy et Joan Tetzel dans celui de Ratched dans l'adaptation au théâtre en 1963.

En 1963, une adaptation du roman est mise en scène par Dale Wasserman à Broadway. Le rôle de l'infirmière Ratched est interprété par Joan Tetzel. En 2001, la pièce fait son retour avec Amy Morton dans le rôle.

### Cinéma
| |  |  |
| Louise Fletcher interprète le personnage au cinéma et Sarah Paulson dans la série télévisée Ratched. |  |  |

En 1975, le réalisateur Miloš Forman adapte le roman au cinéma. L'actrice Louise Fletcher est choisie pour le rôle de l'infirmière Ratched. L'actrice avait été repérée par le réalisateur à la suite de sa prestation dans Nous sommes tous des voleurs en 1974.
Avant Fletcher, les actrices Anne Bancroft, Angela Lansbury, Geraldine Page, Colleen Dewhurst et Ellen Burstyn ont refusé le rôle. Pour sa performance dans le film, elle obtient l'Oscar de la meilleure actrice lors de la cérémonie de 1976.
Dans le documentaire Il était une fois... Vol au-dessus d'un nid de coucou, de Gaudemar Antoine, Miloš Forman s'exprime sur le personnage de l'infirmière Ratched interprété par Louise Fletcher. Sur sa réticence au départ et son changement d'opinion : « Pour jouer l'infirmière en chef, nous étions tous convaincus qu'il fallait avoir quelqu'un qui personnifierait le mal. Nous avons proposé le rôle, successivement bien sûr, à quatre actrices environ qui pouvaient incarner cela. Toutes l'ont refusé. Un jour j'ai rencontré Louise Fletcher ». Une incursion de Louise Fletcher dans le documentaire apparaît en s'exprimant à son tour sur ce rôle : « Chaque fois que nous nous voyions pendant six mois, il me disait : Louise, ne pense plus à ce film ni à ce rôle. Tu ne l'auras pas. Laisse-moi ». Apparait à nouveau Miloš Forman en continuant son récit : « Mais peu à peu je me suis rendu compte que ça aurait bien plus de force si le mal n'était pas aussi visible. Si elle n'était que l'instrument du mal, sans savoir qu'elle était le mal incarné. En fait elle croit aider les gens. On pense tout naturellement que cette personne est bonne. Et peu à peu on découvre que le mal est à l'oeuvre, ça renforce bien plus l'élément dramatique. Voilà pourquoi nous avons décidé de proposer ce rôle à Louise ».
Le personnage de l'infirmière interprétée par Hugo Weaving dans le segment 2012 du film Cloud Atlas est inspiré de l'infirmière Ratched.

### Télévision
- L'infirmière Ratched est un personnage récurrent de la série télévisée américaine Once Upon a Time dans laquelle elle est interprétée par Ingrid Torrance. Elle est infirmière à l'hôpital psychiatrique de Storybrooke et travaille pour la Méchante Reine. Elle apparaît dès la première saison mais son identité est dévoilée dans le premier épisode de la cinquième saison[6].
- Sarah Paulson interprète une version plus jeune du personnage dans Ratched, une série télévisée qui explore la vie de l'infirmière avant les événements du roman[7].